# Любині
Любині́ — село в Україні, у Яворівському районі Львівської області. Населення становить 866 осіб. Орган місцевого самоврядування - Яворівська міська рада. До складу розформованої Любинської сільської ради входили села: с.Любині, с. Воля-Любинська, с. Сарни, с. Мельники, с. Роснівка.
В селі знаходиться дерев'яна церква Святого Пророка Іллі (УГКЦ). Адміністратор: о. Ковальчук Борис. Найперша письмова згадка про місцеву церкву датована 1515 роком. Ймовірно, в другій половині XVII ст. була збудована існуюча дерев'яна церква.
У 1816 році коштом дідича Йосифа де Скарбка Боровського церква і дзвіниця відновлені і наново освячені того ж року.
У 1932 році сільська громада задумала збудувати нову церкву і замовила проєкт у перемиського архітектора Н. Цітрова.
Але його проект дерев'яної п'ятиверхої церкви не був затверджений, а у 1934 році проект реставрації і добудови існуючої церкви виконав львівський архітектор Євген Нагірний, за яким у 1934 році додано укорочені бокові рамена.
На початку 1990-х років дерев'яна триярусна дзвіниця, яка стоїть у південно-східному куті церковного подвір'я, ще була надбрамною. На захід від дерев'яної збудована нова мурована церква. 

## Галерея

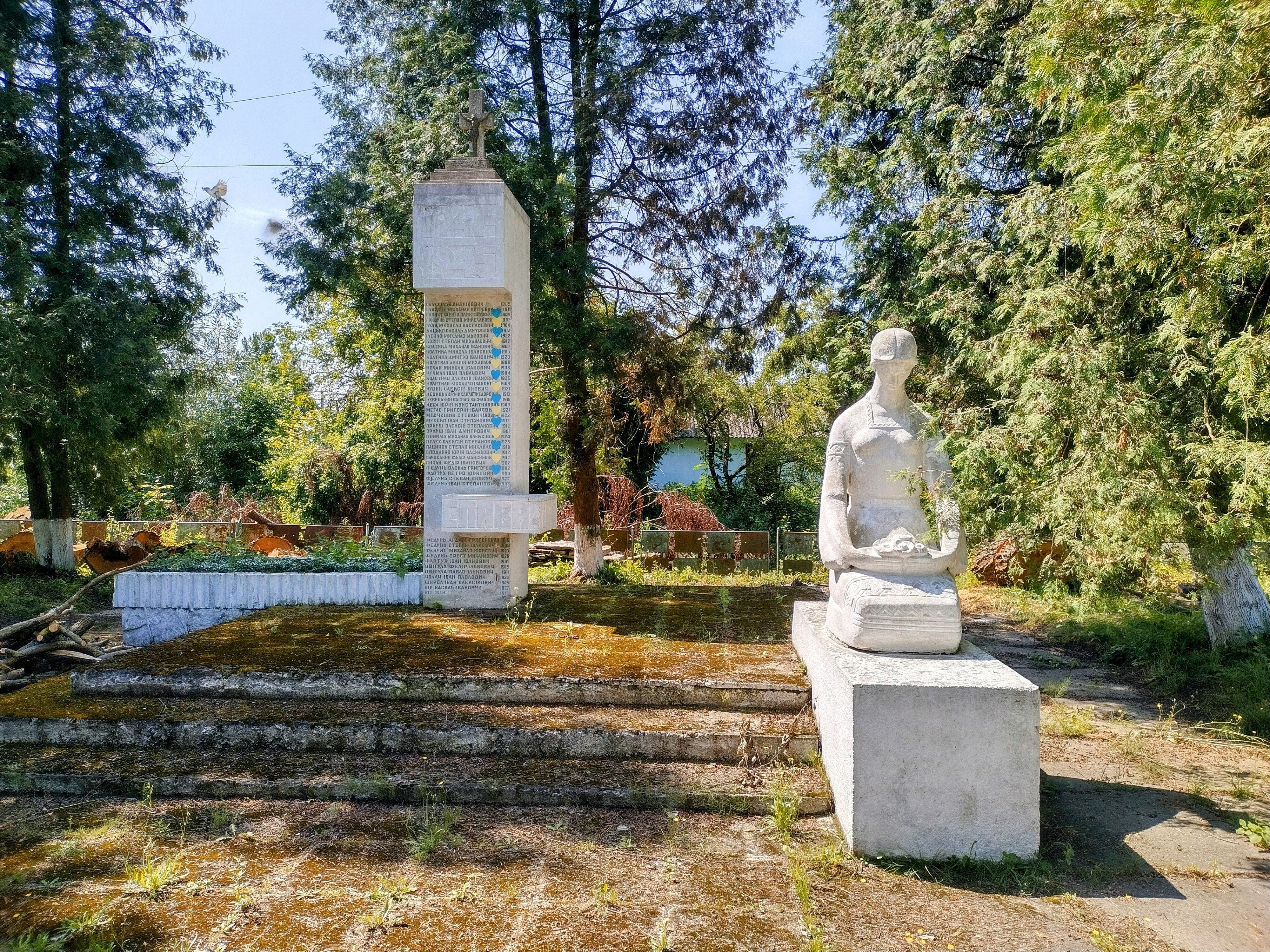
Військовий меморіал
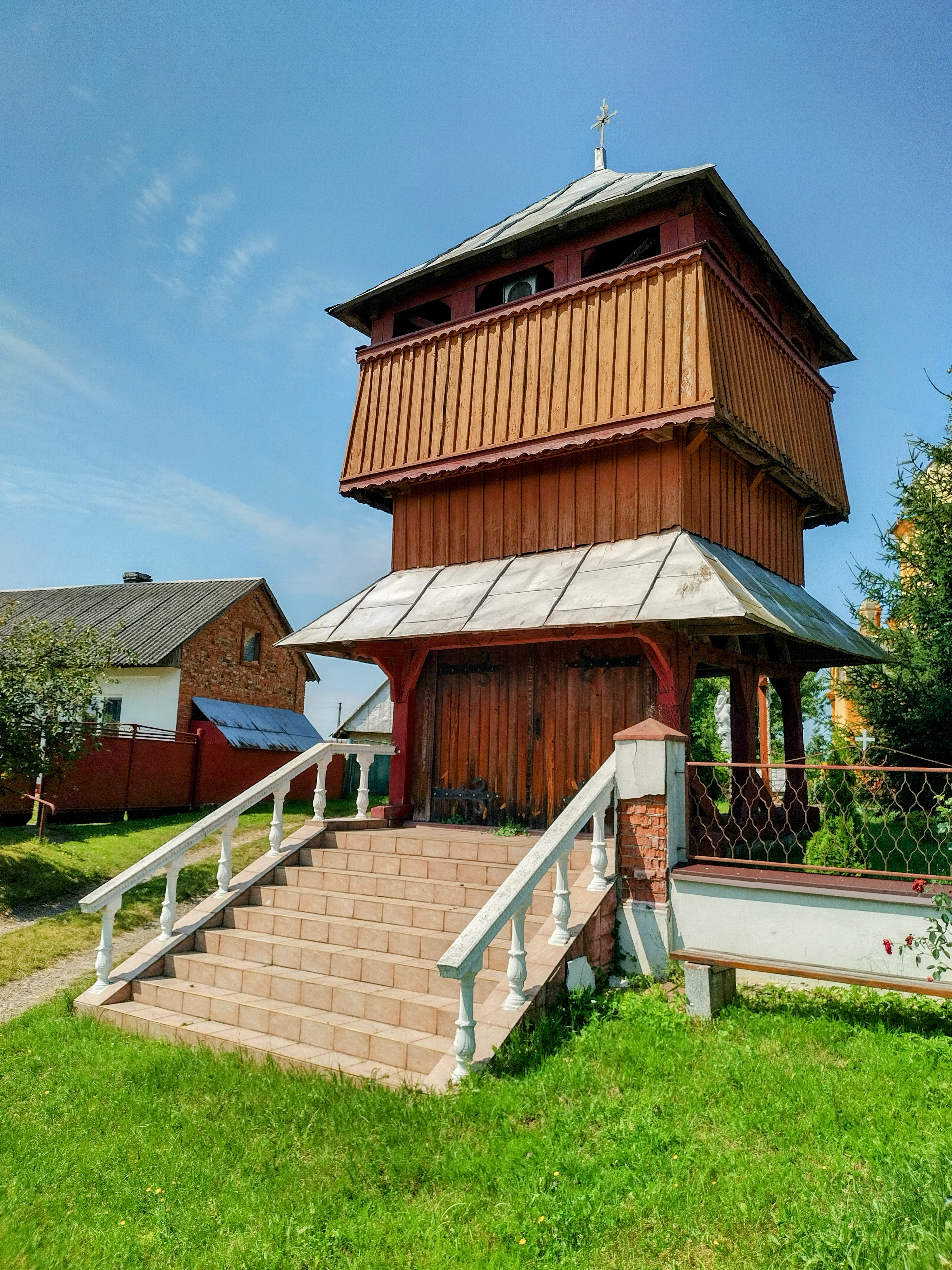
Дзвіниця церкви Святого Пророка Іллі
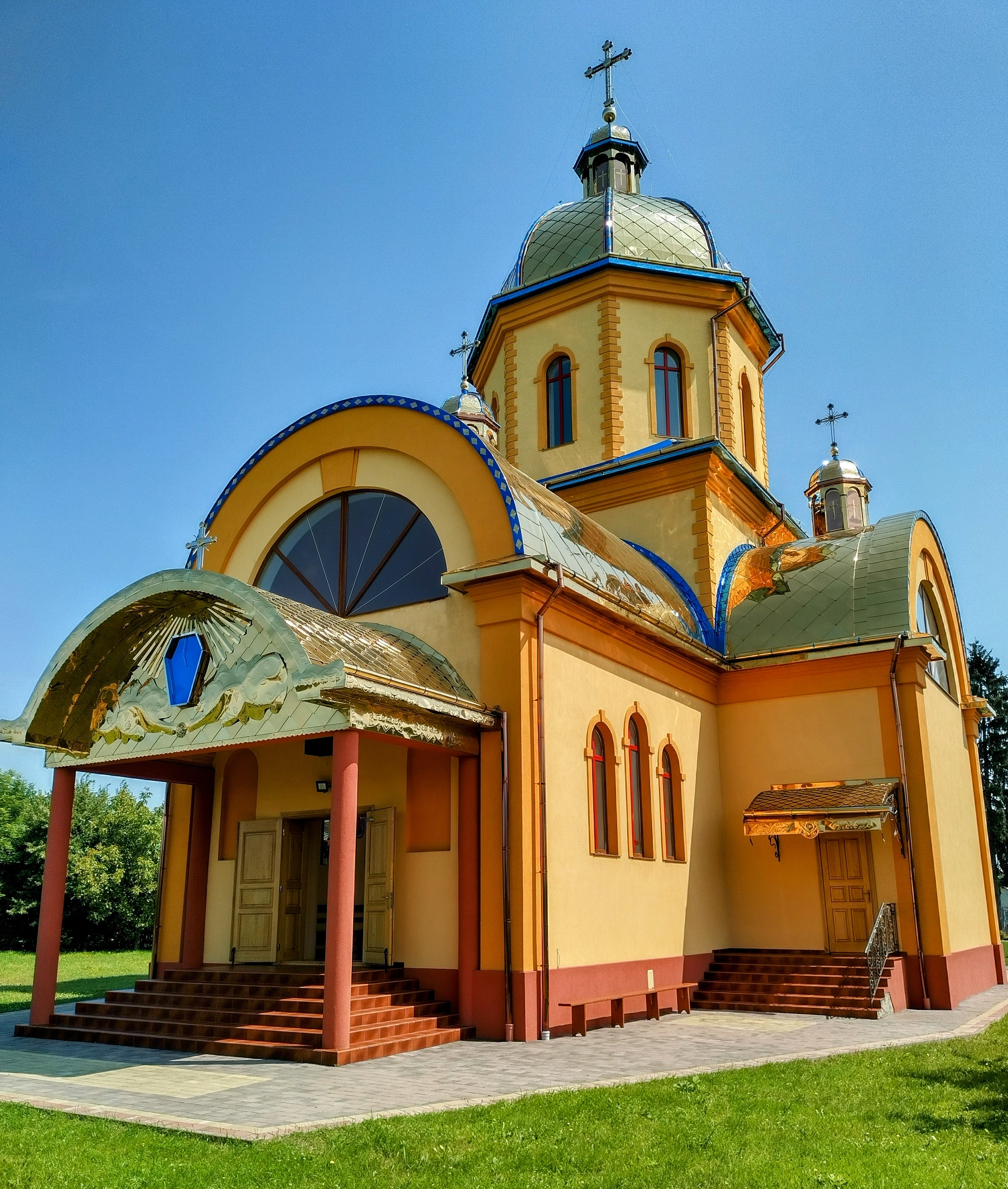
Мурована церква Святого Пророка Іллі